# Shaun Wade
Shaun Wade (Jacksonville, 15 settembre 1998) è un giocatore di football americano statunitense che milita nel ruolo di cornerback per i New England Patriots della National Football League (NFL).

## Carriera

### Baltimore Ravens
Wade al college giocò a football a Ohio State venendo premiato come All-American. Fu scelto nel corso del quinto giro (160º assoluto) nel Draft NFL 2021 dai Baltimore Ravens.

### New England Patriots
Il 26 agosto 2021 Wade fu scambiato con i New England Patriots per una scelta del settimo giro del Draft NFL 2022 e una del quinto giro del Draft NFL 2023. Nella sua stagione da rookie disputò 3 partite, nessuna delle quali come titolare, mettendo a segno un tackle.